# Max Madhavan
A.K. Madhavan ou Max Madhavan est un producteur de film et entrepreneur indien. Il est l'actuel président de la Crest Animation Productions, studio américano-indien d'animation.

## Biographie

### Entrepreneur
Madhavan fait carrière notamment comme entrepreneur dans les secteurs des assurances ainsi que dans l'industrie aéronautique. Il est fondateur d'un entreprise spécialisé dans le pharmaceutique en Inde.

### Cinéma
Engagé dans la Crest Animation Studios, studio indien spécialisé dans les films d'animation, Madhavan est d'abord nommé vice-président du commerce international du studio et travaille, à ce poste, sur la série de Kids' Ten Commandments: A life and Seth Situation de Richard Rich, en 2003.
Plus tard, Madhavan devient président du bureau indien de la Crest Animation Productions, partagé entre son bureau en Inde et celui à Burbank aux États-Unis. Le studio ayant signé un accord de trois films avec LionsGate, Madhavan devient producteur exécutif du premier film du contrat, pour Crest en Inde,  Alpha et Oméga ainsi que du second Norm of the North, signant ces productions du nom de Max Madhavan.

## Filmographie
- Comme producteur exécutif :
  - Alpha et Oméga (2010)
  - Norm of the North (prévu)

- Comme vice-président du commerce international de Crest Animation Studios, branche communication :
  - Kids' Ten Commandments: A life and Seth Situation (2003)